# Vegan Black Metal Chef
Vegan Black Metal Chef ist ein Pseudonym des amerikanischen Musikers, Toningenieurs und Hobbykochs Brian Manowitz (* 1981 in Tampa). Er wurde aufgrund seiner extravagant vorgetragenen veganen Kochrezepte im Stil des Black Metal auf YouTube international bekannt. Dabei parodiert Manowitz den Black Metal in Form der typischen Musik und des Gesangs sowie durch bewusst überzogen genretypische Corpsepaint, Kleidung und Accessoires.

## Hintergrund und Wirken
Brian Manowitz wurde als Sohn jüdischer Eltern in Tampa in Florida geboren. Er studierte Biopsychologie in Gainesville und ging nach seinem Abschluss nach Orlando, wo er bis heute lebt.
2011 begann Manowitz, seit etwa 2000 Veganer, unter dem Pseudonym Vegan Black Metal Chef vegane Rezepte in Videos zuzubereiten, die er auf YouTube teilte. Bereits das erste Video, die Zubereitung eines veganen Pad Thai, war sehr erfolgreich und wurde in der ersten Woche über eine Million Mal aufgerufen. Seitdem produziert er regelmäßig ähnliche Videos und stellt diese auf YouTube zur Verfügung. Mit seinen Videos erregte der Vegan Black Metal Chef auch Aufsehen in der internationalen Presse. The Washington Post und Wired berichteten bereits 2011 über ihn, als sein erstes Video zum Erfolg auf YouTube wurde. Die britische Tageszeitung The Guardian stellte Manowitz 2014 in einem Beitrag gemeinsam mit anderen Musikern vor, die online kochen und Videos darüber veröffentlichen, darunter Coolio, Kelis sowie den Frontmann der indischen Metal-Band Demonic Resurrection Sahil Makhija mit seiner Show Headbanger’s Kitchen. Vegan Black Metal Chef wird als „smash hit internet TV programme based on a bonkers but brilliant idea“ bezeichnet.
Manowitz ist als Musiker in seinem eigenen Industrial-Black-Metal-Soloprojekt Forever Dawn sowie bei der Gothic-Metal-Band Fields of Glass aktiv. Forever Dawn wurde von ihm 2004 gestartet, 2005 nahm er ein Demo-Album unter dem Titel Victory auf. Fields of Glass veröffentlichte 2010 das Album Origin. 2014 erschien das von ihm selbst produzierte Forever-Dawn-Album The Long Journey Home, das er auf seiner bandcamp-Seite frei zum Download zur Verfügung stellt.
2015 veröffentlichte Brian Manowitz ein Kochbuch mit veganen Rezepten unter dem Titel The Seitanic SpellBook und startete eine Finanzierungskampagne auf der Crowdfunding-Plattform Kickstarter für die Verfilmung der Rezepte für YouTube. Der anvisierte Betrag von 36.000 US$ wurde bereits vor Ablauf der Kampagne deutlich überschritten, insgesamt wurden über 70.000 US$ eingenommen.

## Belege
1. 1 2  
Monica Hesse: Vegan Black Metal Chef and others fire up extreme cooking on YouTube. The Washington Post, 6. Juni 2011; Abgerufen am 29. August 2015.
2. 1 2  
Dorian Gorr: Interview: Vegan Black Metal Chef – „Angriff der Online-Veganer“ Metal Mirror #54, 2011; Abgerufen am 28. August 2015.
3. ↑  
Vegan Black Metal Chef bei YouTube
4. ↑  
Vegan Black Metal Chef Is Still Cooking With Hellfire. Wired, 6. August 2011; Abgerufen am 29. August 2015.
5. ↑  
Dave Simpson: Vegan Black Metal Chef, Reggae Reggae Sauce, Headbanger's Kitchen: why do so many musicians cook? The Guardian, 23. Juli 2015; Abgerufen am 29. August 2015.
6. ↑  
The Long Journey Home, Forever-Dawn-Album zum Download auf bandcamp.com; Abgerufen am 28. August 2015.
7. ↑  
Forever Dawn – The Long Journey Home, Besprechung des Forever-Dawn-Albums auf nocleansinging.com; Abgerufen am 28. August 2015.
8. ↑  
Vegan Black Metal Chef: The Seitanic Spellbook auf kickstarter.com; Abgerufen am 29. August 2015.